# Gieseritz
Gieseritz este o comună din landul Saxonia-Anhalt, Germania.